# All the Madmen
All the Madmen is een nummer van de Britse muzikant David Bowie, uitgebracht als de tweede track op zijn album The Man Who Sold the World uit 1970. Het is een van de meerdere nummers op het album die over krankzinnigheid gaat.

## Achtergrond
Het nummer begint met de akoestische gitaar en de blokfluit, voordat het verandert in een hevig rocknummer met vervormde akkoorden van de elektrische gitaar van Mick Ronson, versterkt door de Moog synthesizer van Ralph Mace. Later speelt Ronson de melodieuze leadgitaar, voordat hij terugkeert naar hevige riffs en concludeert met opnieuw de melodieuze gitaar. Toevallig genoeg speelde Ronson dat jaar ook gitaar op het nummer "Madman Across the Water" van Elton John.
Het nummer eindigt met de herhaling van de regel "Zane zane zane, ouvre le chien"; de laatste zin betekent letterlijk "open de hond" in het Frans. Deze regel wordt in 1993 herhaald in het nummer "The Buddha of Suburbia".
Het nummer maakt ook gebruikt van versnelde vocalen, die Bowie voor het eerst gebruikte op "The Laughing Gnome" uit 1967. Bowie zei dat hij dit nummer schreef voor zijn schizofrene halfbroer Terry, woonachtig in de psychiatrische inrichting Cane Hill, dat verscheen op de Amerikaanse albumcover van The Man Who Sold the World, tot zijn zelfmoord in 1985. Verder bevat de tekst verwijzingen naar lobotomie, de tranquillizer librium en elektroconvulsietherapie.
"All the Madmen" werd uitgebracht als single van het album in de Verenigde Staten in december 1970 ter promotie van Bowie's tournee in het land in 1971. Een officiële uitgave, met "Janine" van zijn vorige album David Bowie op de B-kant, stond gepland, maar er werden slechts een handvol kopieën van gemaakt. In juni 1973 werd het nummer uitgebracht op single in Oost-Europa, met het nummer "Soul Love" van The Rise and Fall of Ziggy Stardust and the Spiders from Mars op de B-kant.
Net als het nummer "After All" van hetzelfde album is wordt het nummer genoemd als een belangrijke inspiratiebron voor bands als Siouxsie and the Banshees, The Cure en Nine Inch Nails.

## Muzikanten
- David Bowie: zang, akoestische gitaar
- Mick Ronson: elektrische gitaar, achtergrondzang
- Tony Visconti: basgitaar, blokfluit, achtergrondzang
- Mick "Woody" Woodmansey: drums
- Ralph Mace: Moog synthesizer